# 시오야촌 (홋카이도)
시오야촌(일본어: 塩谷村)은 일본 홋카이도 오쇼로군에 설치되었던 촌이다. 현재의 오타루시에 해당한다.